# Stingray (série de televisão)
Stingray (no Brasil: Contrato de Risco) é uma série de televisão da NBC estrelada por Nick Mancuso.
Contrato de Risco ou Stingray era uma série de televisão produzido por Stephen J. Cannell, estrelada por Nick Mancuso como Ray. 

## Exibição
A série foi apresentada originalmente nos Estados Unidos, pela NBC, por 2 temporadas, entre 1985 a 1987, num total de 23 episódios, de aproximadamente 60 minutos cada e mais dois telefilmes. No Brasil foi exibido pela Rede Globo nos anos 80 e também pela TV a cabo Sony.

## Sinopse
Ray era um sujeito meio sombrio e muito pouco era conhecido dele. Ele morava na Southen California e pilotava um Corvette Stingray, modelo 1965, daí o nome do seriado.
Ele dedicava seu tempo para ajudar as pessoas em dificuldades, colocando anúncios codificados em jornais oferecendo seus serviços em troca de favores quando precisasse, pois não cobrava dinheiro. Aliás um dos pontos mais característicos da série era que Ray nunca aceitava pagamento em dinheiro, por seu trabalho. O cliente pagaria por seus serviços através de algum favor que Ray solicitaria no futuro, por isso, o nome "Contrato de Risco" na versão dublada em português.
Ray contatava seus clientes através de anúncios de jornal que tinham sempre o mesmo título "65 black Stingray for Barter Only - Call 555-7687". 
Quando a série tem início, Ray aparentemente já extraiu várias promessas de outros clientes, o que lhe permitia solicitar vários outros favores ao longo dos episódios. 
Ray era perito em artes marciais, armas, computação, direção e possuía memória fotográfica, adotava diversas personalidades e era especialista em encobridor seus rastros e sua identidade. 
Em várias ocasiões, os clientes e as autoridades do governo achavam que haviam descoberto sua verdadeira identidade, mas depois descobriam que estavam completamente enganados. 
Houve um episódio em que Ray recebeu uma correspondência com timbre do governo contendo alta soma em dinheiro. Em outro, fomos surpreendidos pela informação implícita de que ele havia lutado no Vietnã liderando um comando especial secreto. Já em outro descobrimos que o registro de seu carro tem vários endereços por todo os Estados Unidos, inclusive o da Casa Branca. Contudo, a origem do personagem nunca é totalmente esclarecida.

## Episódios

### Primeira temporada
- Abnormal Psyche
- Ancient Eyes
- Ether
- Below the Line
- Sometimes You Gotta Sing the Blues
- Abnormal Psyche
- Orange Blossom
- Less Than the Eye Can See
- That Terrible Swift Sword

### Segunda temporada
- The Greeter
- Gemini
- Playback
- Bring Me the Hand That Hit Me
- Echoes
- The First Time is Forever
- Autumn
- The Neniwa
- The Second Finest Man Who Ever Lived
- Night Maneuvers
- Cry Wolf
- Blood Money
- Anytime, Anywhere
- Caper
- One Way Ticket to the End of the Line